# Cut Chemist
Cut Chemist es el nombre artístico del DJ de rap Lucas MacFadden. Es exmiembro del grupo de funk latino Ozomatli y del grupo de rap Jurassic 5.

## Carrera
Su carrera comenzó formando parte del grupo de rap angelino Unity Committee y su debut fue en el sencillo Unified Rebelution. Su tema Lesson 4: The Radio es un tributo al Lessons 1-3 de Double Dee y Steinski.
Antes del lanzamiento de dicho sencillo, Unity Committee formó Jurassic 5. MacFadden contribuyó en el primer sencillo del grupo con su tema Lesson 6: The Lecture y coproduciendo con el resto del disco junto a Nu-Mark.
De acuerdo con la página oficial de Jurassic 5, Lucas no colabara en Feedback, su álbum más reciente.
El primer álbum completo, The Audience is Listening, fue lanzado el 11 de julio de 2006.
Recientemente, Cut Chemist ha sido telonero en Europa de Shakira en su gira Oral Fixation Tour y en las ruedas de prensa de SEAT para promocionar dicha gira.

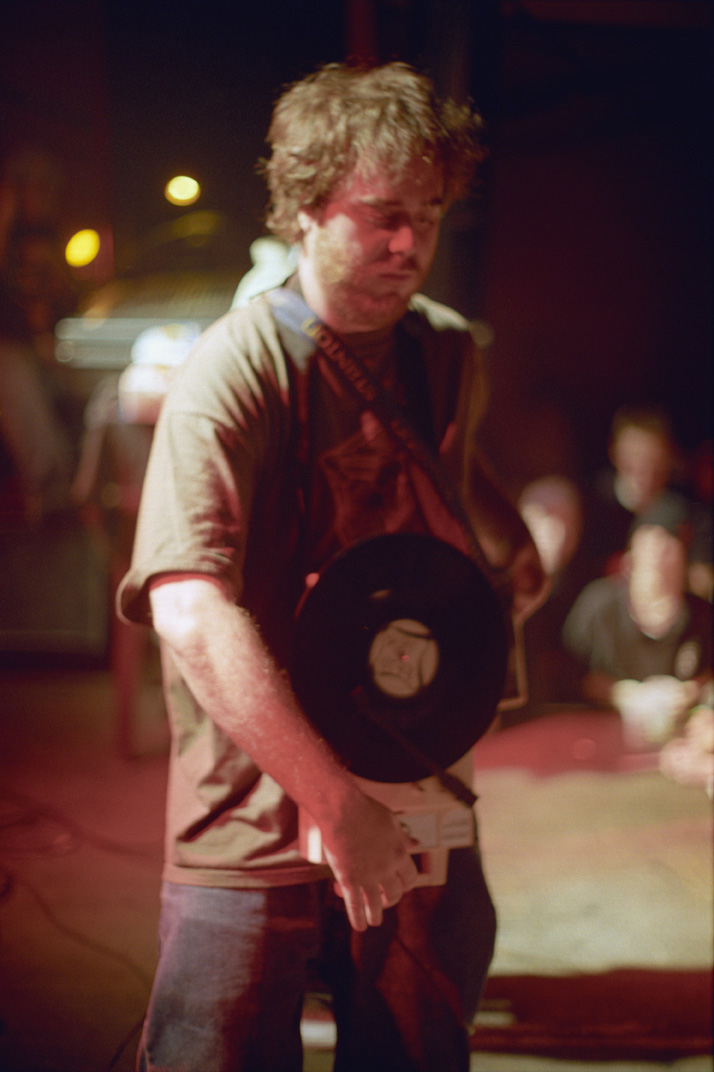
con J5 en Hamburgo/Alemania 2002

Actualmente, se encuentra de gira con DJ Shadow.

## Discografía
- Brainfreeze con Dj Shadow
- Live at Future Primitive Sound Session Version 1.1
- Product Placement con Dj Shadow
- Brain Freeze Original Sound Track
- The Litmus Test
- Rare Equations
- The Audience's Listening
- The Hard Sell con Dj Shadow